# Marina Yannakoudakis
Marina Yannakoudakis (ur. 16 kwietnia 1956 w Londynie) – brytyjska polityk, posłanka do Parlamentu Europejskiego VII kadencji.

## Życiorys
Kształciła się na różnych kierunkach m.in. w zakresie historii na Brunel University. Studia magisterskie ukończyła na Open University. Wraz ze swoim mężem Zachariasem Yannakoudakisem, pochodzącym z Grecji, przez wiele lat prowadziła wspólne przedsiębiorstwo, zajmując stanowisko dyrektora finansowego. Była też radną w Barnet.
W wyborach europejskich w 2009 z listy Partii Konserwatywnej uzyskała mandat eurodeputowanej. W PE VII kadencji przystąpiła wraz z torysami do nowej grupy pod nazwą Europejscy Konserwatyści i Reformatorzy, została też członkinią Komisji Praw Kobiet i Równouprawnienia oraz Komisji Ochrony Środowiska Naturalnego, Zdrowia Publicznego i Bezpieczeństwa Żywności.